# Watschagan Chalatjan
Watschagan Chalatjan (armenisch Վաչագան Խալաթյան, vɑtʃɑˈɡɑn χɑlɑtʰˈjɑn; * 11. Mai 1932 in Urut; † 22. Juli 2004 in Jerewan) war ein Gehörlosenpädagoge und Begründer des Armenian manual alphabet.

## Lebensbeginn
Watschagan Chalatjan wurde in Urut in der ehemaligen Armenischen S.S.R. geboren. Er besuchte eine Dorfschule und später ein Gymnasium in Stepanawan, um dann nach Jerewan zu ziehen.

## Karriere
Von 1949 bis 1954 besuchte er die Jerewaner Staatliche W. Brjussow-Universität für Sprachen und Sozialwissenschaften im Fachbereich Französische Sprache und Literatur.
1954 wurde er von der Sowjetischen Armee eingezogen.
1958 begann Chalatjan in einem Internat für gehörlose Kinder in Jerewan als Armenischlehrer und pädagogischer Hilfslehrer zu arbeiten, der in einem Förderraum Intensivunterricht gab. In den Jahren 1959 bis 1961 schloss Watschagan sein Studium an der Fakultät für Gehörlosenpädagogik der Pädagogischen Staatlichen Universität Moskau im Fernstudium ab und wurde der erste Gehörlosenpädagoge in Armenien.

## Arbeit als Gehörlosenpädagoge
1961 entwickelte Watschagan Chalatjan das Armenian Manual Alphabet.
Danach initiierte und gründete er 1967 in Eriwan ein Internat für hörgeschädigte Kinder, das er über 20 Jahre lang leitete und nebenbei auch lehrte und forschte.
1983 erhielt er seinen Doktortitel in Pädagogik von der Pädagogischen Staatlichen Universität Moskau. Seitdem konzentriert er sich vor allem auf Fragen der Gehörlosenbildung und die Ausbildung von wissenschaftlichem und pädagogischem Personal an der Armenischen Staatlichen Pädagogischen Universität, wo er Vorlesungen über Sonderpädagogik hielt. Außerdem organisierte er Ausbildungsprogramme für Lehrer. Er wurde auch gebeten, an der Armenischen Staatlichen Pädagogischen Universität eine neue Fakultät für Sprach- und Hörwissenschaften zu gründen.
Er nahm als Redner an internationalen Konferenzen teil und trug hauptsächlich zu Fragen der Gehörlosenbildung bei. Des Weiteren ist er der Autor von Armenian Sign Language - Dictionary (study guide), 2001, Dictionary of Special Education (manual), 2001 und Talking hands –Armenian sign Language, Dictionary (study guide), 2004.

## Monographien

### Übersicht
- "Features of the development of attention of the deaf children"- "Sovetakan Mankavarjh" / "Soviet educator" /, journal № .9, S. 28-31, 1971.
- "Let us be attentive to them" - "Sovetakan dprots" / "Soviet school" /, Newspaper, 28. April 1971.
- "How to check your child's hearing" - "Sovetakan dprots" / "Soviet school" /, newspaper, 9. Februar 1972.
- "A few words about the education of hearing impaired children" - "Sovetakan Mankavarjh" / "Soviet educator" /, journal № 7, S. 17-19, 1973.
- Armenian manual alphabet - miscellany "Deaf education",[1] № .4, S. 56-58, 1973.
- "Literacy and learning items in Armenian school for hearing- impaired" –7th Scientific Session on deaf education, S. 162, 1975.
- " Opinions, causes and consequences" - "Sovetakan dprots" / "Soviet school" /, newspaper, 29. Mai 1975.
- "Manual alphabet and sign language" -"Gitutyun ev technika" / "Science and Technology" /, journal № .12, S. 38-45, 1976.
- " Where to start the education for the deaf" -- "Sovetakan Mankavarjh" / "Soviet educator" /, journal № 2, S. 21-24, 1979.
- "Special attitude to the special schools" - "Sovetakan dprots" / "Soviet school" /, newspaper, 15. Mai 1979.
- "Lip reading"- "Sovetakan Mankavarjh", / "Soviet educator" /, journal № 11, S. 71-72, 1980.
- "Homework assignments in special boarding schools "- "Sovetakan dprots" / "Soviet school" /, newspaper, 7. Januar 1980.
- "Peculiarities of the speech development of the deaf children" - "Sovetakan Mankavarjh" / "Soviet educator" /, journal № 4, S. 54-57, 1984.
- "Special schools a way out from the impasse" - "Dprutyun" /ex. "Sovetakan dprots"/, / "Soviet school" /newspaper, 6. März 1990.
- "Talking Hands" - - "Yerevan", journal, 11. März 1991.
- "Educational or charity institution" - "Dprutyun" / ex. "Sovetakan dprots" / "Soviet school"/, newspaper, 4. Juni 1991.
- "Is Deaf education a science or not?" –“Hayastany Hanrapetutyun”, /"Republic of Armenia"/, newspaper, 27. Dezember 1992.
- "Special education or inclusion?"-"Dprutyun" / ex. "Sovetakan dprots" /, "Soviet school", newspaper, 1. - 8. Februar 1996.
- "The system of special education and its problems" - "Dprutyun" / ex. "Sovetakan dprots" / "Soviet school" /, newspaper, 1996.
- "Issues for open discussion" -"Dprutyun" / ex. "Sovetakan dprots" / "Soviet school" /newspaper, 17. Juli 1996.
- "Training and education for the deaf in the United States”- "Dprutyun" / ex. "Sovetakan dprots" / "Soviet school" /, newspaper, 1. - 17. September 1996.
- "A retrospective view" - "Khaghagh Ashkharh" / "Peaceful World" /, 12. März 1991.
- "SES (special education specialists) for special schools" - "Dprutyun" / ex. "Sovetakan dprots" / "Soviet school"/, newspaper, 26. Dezember 1991.
- "The problems of inclusion for deaf - 3-rd International Scientific Conference on the item of "Supporting physical and mental development of children with disabilities in education, training and rehabilitation programs", Yerevan, 22. - 23. Dezember 1995.
- "The issues of education for children with hearing impairment" – a thesis, 48th scientific conference in Yerevan, 1998.

### Veröffentlichte Bücher
- Armenian Sign Language - Dictionary (study guide), 2001.
- Dictionary of Special Education (manual), 2001.
- Talking hands –Armenian sign Language, Dictionary (study guide), 2004